# Preston Sturges
Preston Sturges (Chicago, 29 de agosto de 1898 - Nueva York, 6 de agosto de 1959), cuyo nombre original era Edmund Preston Biden, fue un reputado guionista y director de cine de Estados Unidos.

## Biografía
Nació en Chicago. Cuando tenía tres años se trasladó a París con su madre, la cual deseaba continuar su carrera como cantante; y ella anuló allí su matrimonio con el padre de Preston, y se casó con Solomon Sturges, hombre de negocios que adoptó y dio nombre al futuro director.
El joven Sturges viajó por distintos países con la compañía de Isadora Duncan, de la que su madre era amiga. Fue su madre una mujer liberada e inteligente que, al parecer, influyó en la visión de Sturges sobre la mujer como superior al hombre, tal como aparece en muchos filmes.
Estudió en Chicago, en el Lycée Janson de Sailly de París (Francia), Dresde y Berlín (Alemania) y Lausana (Suiza).
En 1917, Preston Sturges se alistó como voluntario al ejército norteamericano con la intención de participar en la I Guerra Mundial, aunque la paz llegó antes de haber terminado su adiestramiento como piloto. Durante unos pocos meses, publicó una página cómica semanal titulada Toot and his Loot en el periódico del campo de entrenamiento (Park Field, en Millington, Tennessee).

### El comienzo de su carrera artística
En 1928, Sturges escribió su primera obra teatral, The Guinea Pig, estrenada en Massachusetts; su éxito hizo que la llevara a Broadway al año siguiente. Ese mismo año estrenó Strictly Deshonorable, pieza con la que obtuvo bastante éxito y que, en 1931, sería llevada al cine por John M. Stahl.
En los años siguientes escribió otras obras que no tuvieron el mismo destino y en 1933 se trasladó ya a Hollywood como guionista, donde fue bastante solicitado por su trabajo.
En 1938 se casó con Louise Sargent Tevis.
Durante el resto de los años treinta, Sturges trabajó bajo el estricto auspicio del sistema de los estudios de Hollywood, colaborando en una cadena de guiones, sólo algunos de los cuales se llevaban a cabo. Estaba bien pagado (ganaba unos 2.500$ a la semana), pero no se sentía satisfecho con la forma que los directores manejaban sus diálogos.
Esto lo llevó a la resolución de tomar el control completo de sus propios proyectos, lo que logró finalmente en 1939, ofreciendo su guion de The Great McGinty (El gran McGinty), escrito seis años antes a la Paramount por un dólar, a cambio de que pudiera dirigir el proyecto.
El éxito de la película abrió la puerta para que se llevaran a cabo acuerdos similares con otros guionistas de entonces como Billy Wilder y John Huston, quienes también se convirtieron en directores (pues antes solían pasar a directores los técnicos que habían destacado). Sturges dijo: «Me ha llevado ocho años llegar a lo que yo quería. Pero ahora, si no me quedó sin ideas —y espero que no— nos divertiremos. Hay películas maravillosas por hacer, y si Dios quiere, yo voy a hacer algunas de ellas».
En 1940 dirigió The Great McGinty (El gran McGinty), por la que obtuvo el Óscar al mejor guion original.

### Sus grandes éxitos

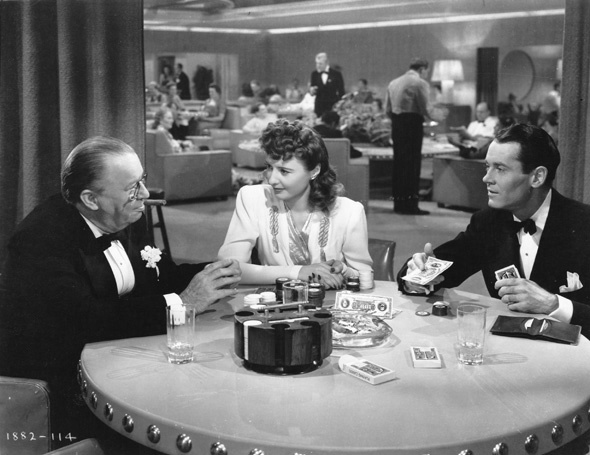
Charles Coburn, Barbara Stanwyck y Henry Fonda en una escena de Las tres noches de Eva.

En los cinco años siguientes escribió y dirigió varias películas que constituyeron los mayores éxitos de su carrera: Christmas in July (Navidades en julio) en 1940; The Lady Eve (Las tres noches de Eva) con Barbara Stanwyck y Henry Fonda) en 1941; Sullivan's Travels (Los viajes de Sullivan), con Joel McCrea y Veronica Lake en 1941; The Palm Beach Story (Un marido rico) también con Joel McCrea y Claudette Colbert), en 1942.
Además rodó The Miracle of Morgan's Creek (El milagro de Morgan's Creek), en 1944, que para James Agee, era «la película más divertida, más atrevida, más rica en detalles, más inteligente y más estimulante que nada de lo que se ha hecho en Hollywood en los últimos años» (aunque añadía enseguida que su autor pensaba que comedia y autoconsciencia eran incompatibles, lo que era un error.
En definitiva, su obra se concentra en los citados cuatro años, 1940-1944, en los que dirigió siete de sus doce largometrajes. Así se convirtió en uno de los grandes innovadores de la comedia estadounidense.
Cincuenta años después, cuatro de estas películas fueron incluidas por el American Film Institute en la lista de las 100 mejores comedias de la historia del cine norteamericano. Su inimitable combinación de sentimientos y cinismo ha hecho que sigan atrayendo a la audiencia hoy en día.

### Los últimos años
En la cima de su carrera, Sturges rompió con la Paramount y formó con Howard Hughes la compañía California Pictures Corporation. Rodó con Harold Lloyd The Sin of Harold Diddlebock, también conocida como Mad Wednesday (Oh, miércoles), que finalmente resultó ser un notable fracaso tanto crítico como comercial.
Fue despedido del rodaje de Vendetta por Howard Hughes, tras un choque entre sus dos fuertes personalidades. Firmó enseguida por la compañía Fox y rueda, entre 1948 y 1949, Unfaithfully Yours y The Beautiful Blonde from Bashful Bend, que resultaron ser dos nuevos fracasos comerciales; con ellos se termina su carrera como director en Hollywood. Su vida personal tampoco fue mucho mejor: separados desde 1946, finalmente su mujer Louise consiguió el divorcio y se marchó con su hijo a Europa.
En la década de 1950, y ante la falta de ofertas para dirigir cine, Sturges se volcó en la escritura y el teatro. Se casó de nuevo en 1951, ahora con Anne Margaret Nagle.
Tuvo la oportunidad de rodar el guion de George Bernard Shaw The Millionairess, en Londres y con Katharine Hepburn de protagonista, si bien finalmente el proyecto se vino abajo por falta de financiación. En 1955 escribió y rodó en Francia la que sería su última película, Les Carnets du Major Thompson, que adaptaba una novela de gran éxito de Pierre Danino.
Sturges murió de un ataque al corazón en el Hotel Algonquin de Nueva York mientras escribía su autobiografía. Fue enterrado en el Ferncliff Cemetery en Hartsdale, Nueva York.

## Filmografía

### Como director
| Título en español              | Título en original                     | Año  |
| ------------------------------ | -------------------------------------- | ---- |
| El gran McGinty                | The Great McGinty                      | 1940 |
| Navidades en julio             | Christmas in July                      | 1940 |
| Los viajes de Sullivan         | Sullivan's Travels                     | 1941 |
| Las tres noches de Eva         | The Lady Eve                           | 1941 |
| Un marido rico                 | The Palm Beach Story                   | 1942 |
| El gran momento                | The Great Moment                       | 1944 |
| Salve, héroe victorioso        | Hail the Conquering Hero               | 1944 |
| El milagro de Morgan Creek     | The Miracle of Morgan's Creek          | 1944 |
| El pecado de Harold Diddlebock | The Sin of Harold Diddlebock           | 1947 |
| Infielmente tuyo               | Unfaithfully Yours                     | 1948 |
| La rubia de Bashful Bend       | The Beautiful Blonde from Bashful Bend | 1949 |
| Los carnets del Mayor Thompson | Les carnets du Major Thompson          | 1955 |

### Como productor (selección)
- Sullivan's Travels (Los viajes de Sullivan), 1941
- I Married a Witch (Me casé con una bruja), de René Clair, 1942
- The Miracle of Morgan's Creek (El milagro de Morgan's Creek), 1944

### Como guionista (selección)
Además de autor de los guiones de todas sus películas, Preston Sturges esribió los siguientes:
- Twentieth Century (La comedia de la vida), de Howard Hawks, 1934
- The Good Fairy (Una chica angelical), de William Wyler, 1935
- Love Before Breakfast (Amor en ayunas), Walter Lang, 1936
- Easy Living (Una chica afortunada), de Mitchell Leisen, 1937
- If I Were King (Si yo fuera rey), Frank Lloyd, 1938
- Remember the Night (Recuerdo de una noche), de Mitchell Leisen, 1940

### Como actor
- Paris Holiday (El embrujo de París) 1958
- Sullivan's Travels (Los viajes de Sullivan) 1941
- Christmas in July (Navidades en julio) 1940

## Premios y distinciones
Premios Óscar
| Año  | Categoría            | Película                   | Resultado |
| ---- | -------------------- | -------------------------- | --------- |
| 1941 | Mejor guion original | El gran McGinty            | Ganador   |
| 1945 | Mejor guion original | Salve, héroe victorioso    | Nominado  |
| 1945 | Mejor guion original | El milagro de Morgan Creek | Nominado  |